# Trialeurodes floridensis
Trialeurodes floridensis là một loài côn trùng cánh nửa trong họ Aleyrodidae, phân họ Aleyrodinae.
Trialeurodes floridensis được Quaintance miêu tả khoa học đầu tiên năm 1900.